# Macroglossus minimus
Il pipistrello dalla lingua lunga minore (Macroglossus minimus  Geoffroy, 1810) è un pipistrello appartenente alla famiglia degli Pteropodidi, diffuso nella regione Indomalese e australasiana.

## Descrizione

### Dimensioni
Pipistrello di piccole dimensioni con la lunghezza della testa e del corpo tra 65 e 78 mm, la lunghezza dell'avambraccio tra 40 e 45 mm, la lunghezza delle orecchie tra 13 e 16 mm e un peso fino a 20 g.

### Aspetto
La pelliccia è corta. Il colore del dorso e della testa varia dal bruno-rossastro al marrone chiaro ed è quasi sempre presente una striatura longitudinale scura che parte dal capo fino alla nuca, mentre le parti inferiori sono fulve, spesso biancastre, talvolta color crema nel sottogola e più scure sui fianchi. È presente un collare a V di tessuto ghiandolare sul petto superiore nella maggior parte degli esemplari, ma sembra più consistente nei maschi adulti. Il muso è molto lungo ed affusolato, la mandibola non si protrae oltre gli incisivi, i canini sono insolitamente sottili ed affilati. Tra le narici è presente un solco longitudinale che si estende fino al labbro superiore. Gli occhi sono grandi. Le orecchie sono lunghe, rotonde e prive di peli. Le ali sono attaccate posteriormente alla base del quarto dito del piede. È privo di coda, mentre l'uropatagio è ridotto ad una sottile membrana lungo la parte interna degli arti inferiori.

## Biologia

### Comportamento
Si rifugia solitariamente o in piccoli gruppi sotto grandi foglie tra le fronde delle palme e dei banani, negli alberi cavi, nei boschi di Bambù o negli edifici abbandonati. Può volare molto lentamente, compiere manovre strette e stazionare in aria, sebbene atterri su fiori e frutti prima di mangiare. Costituisce territori temporanei nelle aree stabilite dove nutrirsi, e successivamente emette vocalizzi e si sfidano tra loro con battiti d'ala violenti e aggressioni.

### Alimentazione
Si nutre principalmente di nettare di fiori di specie di Mangifera, Muntingia, Musa, Rhizophora, Sonneratia, Kapok, Durian, Eugenia malaccensis, Syzygium malaccense e Palme da Cocco. In Australia si nutre di nettare di fiori di Kigelia pinnata e Agave americana, entrambe piante introdotte e impollinate dai pipistrelli nelle loro terre d'origine. È considerato un importante impollinatore.

### Riproduzione
Le femmine danno alla luce un piccolo per tre volte durante l'anno dopo una gestazione di circa 4 mesi. Il periodo riproduttivo è continuo. 

## Distribuzione e habitat
Questa specie è diffusa in Indocina, Indonesia, Filippine, Australia, Nuova Guinea, Isole Salomone e alcune isole vicine.
Vive nelle foreste tropicali umide primarie e secondarie, nelle Savane alberate di Melaleuca, in Mangrovie, foreste paludose, piantagioni, giardini e aree urbane fino a 2.250 metri di altitudine.

## Tassonomia
Sono state riconosciute 6 sottospecie:
- M.m. minimus :isole Molucche: Ambon, Buru, Boano, Saparua, Seram, Bisa, Obi, Bacan, Ternate, Tidore, Gag, Halmahera, Moti; Isole Sula: Manggole, Taliabu, Sanana; Isole Kai: Kai Besar, Taam, Tual; Isole Aru: Wokam, Wamar, Kobroor, Baum; Isole Banda, Isole Tanimbar: Yamdena, Selaru;
- M.m. booensis (Kompanje & Moeliker, 2001): Isole Raja Ampat: Boo Besar;
- M.m. fructivorus (Taylor, 1934): Filippine: Biliran, Bohol, Boracay, Busuanga, Cagayan de Tawi-tawi, Calauit, Calayan, Caluya, Provincia di Camiguin, Carabao, Catanduanes, Cebu, Dinagat, Leyte, Lubang, Luzon, Marinduque, Maripipi, Masbate, Mindanao, Mindoro, Negros, Palawan, Panay, Polillo, Reinard, Romblon, Samar, Sanga-sanga, Semirara, Siargao, Sibay, Sibutu, Sibuyan, Sicogon, Simunul, Siquijor, Tablas, Tawi-tawi;
- M.m. lagochilus (Matschie, 1899): Thailandia, Cambogia, Vietnam meridionali; Con Son, Ko Samui, Penisola Malese, Sri Buat, Penang, Sumatra, Nias, Borneo, Isole Natuna: Bunguran, Serasan; Giava, Madura, Kangean, Nusa Penida, Bali, Lombok, Sumbawa, Moyo, Komodo, Rinca, Flores, Adonara, Lembata, Pantar, Alor, Wetar, Timor, Sumba, Savu, Roti, Semau;
- M.m. meyeri (Jentink, 1902): Sulawesi, Peleng, Muna, Isole Tukangbesi: Pulau Hoga; Isole Sangihe: Sangihe;
- M.m. nanus (Matschie, 1899): Nuova Guinea, Waigeo, Numfor, Salawati, Batanta, Biak-Supiori, Yapen, Misool; Arcipelago delle Bismarck: Nuova Britannia, Nuova Irlanda, Manus, Isola del Duca di York, Karkar, Tolokiwa, Normanby, Sideia, Seriba, Umboi, Crown, Dyaul, Nuguria, Mussau, Emirau, Kairiru; Isole Salomone: Buka, Bougainville, Choiseul, Ysabel, Malaita, Makira, Kolombangara, New Georgia, Mono, San Jorge, Oblari, Tulagi, Vella Lavella, Vangunu, Nggela, Guadalcanal, Isole Russell; Australia: Penisola di Capo York, Territorio del Nord settentrionale, Australia Occidentale settentrionale.

## Conservazione
La IUCN Red List, considerato il vasto Areale, la popolazione numerosa e la presenza in diverse aree protette, classifica M.minimus come specie a rischio minimo (Least Concern)).